# بابی هندرسون (کنش‌گر)
بابی هندرسون دانش‌آموخته فیزیک آمریکایی است، که به بنیانگذار هیولای اسپاگتی پرنده معروف است.

## جوانی و تحصیل
هندرسون در سال ۱۹۸۰ در اورگان به دنیا آمد. وی در دانشگاه ایالتی اورگن فیزیک خوانده‌است.

## پاستافاریانیسم
در سال ۲۰۰۵، هندرسون در پاسخ به تصمیم شورای آموزش ایالتی کانزاس برای آموزش طراحی هوشمند در کنار فرگشت در مدارس، دین هیولای اسپاگتی پرنده را بنیان نهاد. وی درخواست کرد "Pastafarianism" همراه با طراحی هوشمندانه و "حدس منطقی مبتنی بر شواهد قابل مشاهده قابل مشاهده" آموزش داده شود. پس از نادیده گرفتن نامه اعتراضی او به هیئت مدیره، وی آن را در فضای مجازی منتشر کرد و اعتقادات به سرعت مورد توجه قرار گرفت.
در سال ۲۰۰۶، او کتاب انجیل هیولای اسپاگتی پرنده نوشت، کتابی هجوآمیز که جزئیات باورهای اصلی این آیین را شرح می‌داد.
هندرسون در سال ۲۰۱۹ اعتقاد خود را تکرار کرد که دین باید از مدارس دولتی و پول از دین خارج شود. وی تأکید کرد که اگرچه بنیانگذار پاستافاریانیسم است، اما او آفریننده دین نیست. خالق آن هیولای اسپاگتی پرنده است.